# Marco Bonamico
Marco Bonamico (Genova, 18 gennaio 1957 – Bologna, 4 agosto 2025) è stato un cestista italiano.
Era soprannominato il Marine.

## Carriera

### Giocatore

#### Club
Alto 2,01 m, ha iniziato la sua carriera come ala grande nella Virtus Pallacanestro Bologna nella stagione 1975-76. Nel 1976-77 cambia sponda e gioca per la Fortitudo Bologna, storici rivali della Virtus, per tornare alla Virtus Pallacanestro Bologna l'anno seguente. Nel 1978 passa all'Antonini Siena, nel 1979 alla Billy Milano e nel 1980 ritorna alla Virtus. Nel 1986-87 e 1987-88 ha giocato a Napoli (promozione dall'A2), poi è tornato per un anno a Bologna e dal 1989-90 al 1991-92 ha giocato per Forlì (altra promozione dall'A2). Ha chiuso la carriera con Udine, in Serie A2.
Da giocatore ha disputato 15 campionati di Serie A1 e 4 di Serie A2 ed ha vinto due scudetti con la Virtus Bologna, due Coppa Italia con la Virtus Bologna, ed è stato il topscorer nella finale di Eurolega 1981 persa contro il Maccabi Tel Aviv.

#### Nazionale
In Nazionale ha giocato 154 partite complessive segnando 754 punti totali, vincendo gli Europei 1983 e l'argento alle Olimpiadi di Mosca 1980. Il suo punto di forza era la penetrazione sotto canestro e i tiri da tre punti. Per quanto riguarda quest'ultima caratteristica, fu uno dei primi a saper applicare questa regola che fu introdotta nel campionato 1984-85. Nel 1987 tentò 119 volte il tiro da fuori segnando in 46 occasioni.

### Dopo il ritiro
Per anni è stato seconda voce nelle telecronache cestistiche della Rai, spesso affiancato a Franco Lauro.
Dal 1996 al 2000 è stato presidente della GIBA; il 19 febbraio 2009 è stato eletto presidente della Legadue (seconda lega professionista nazionale), all'unanimità e per alzata di mano, durante l'Assemblea delle Società, per succedere al dimissionario Valentino Renzi approdato in Lega di Serie A.

## Palmarès
- Campionato italiano: 2

Virtus Bologna: 1975-76, 1983-84
- Coppa Italia: 2

Virtus Bologna: 1984, 1989